# No Funk
No Funk es un grupo punk formado en 2004 en la localidad de Junín, Buenos Aires, Argentina.

## Historia
No Funk surgió en respuesta a la necesidad de expresar la frustración y el malestar social provocados por la crisis de 2001, utilizando el punk rock como su medio artístico.
En un principio, la banda estaba formada por Julio Aguado (batería) y Nicolás Muñiz (voz). Poco después, se incorporaron Alejandro Pérez (guitarra) y Yamil Martino (bajo), consolidando la formación inicial con la que comenzaron sus primeras presentaciones. Desde sus inicios, la banda decidió apartarse de los temas convencionales, como el desamor, para abordar cuestiones sociales más amplias.
Las letras de No Funk se caracterizan por su contenido político y social, influenciadas por ideas anarquistas y dirigidas a generar conciencia en el público. En cuanto a su estilo musical, la banda adopta un sonido punk crudo y enérgico, con influencias de grupos como Sex Pistols, The Clash, Eskorbuto, 2 Minutos y Flema. Con el tiempo, lograron desarrollar una identidad musical propia.
No Funk se presenta por primera vez el 8 de julio de 2004 en una cena organizada por una radio local, realizando una serie de recitales en promedio de dos por mes hasta fin de año. El 26 de diciembre de 2004 cierran el año con un recital en La Guarida de Ramón, local al que ellos mismo le pusieron nombre.
Después del incidente en República Cromañón las cosas se dificultan para la movida Independiente Juninense, pero la banda sorprende con un festival en abril de 2005 presentándose en el Teatro de la Ranchería donde invitan a bandas tanto de Junín como de Capital Federal y La Plata. El recital se organizó a beneficio del comedor escolar de la Escuela de Saforcada, lográndose una recaudación inesperada y contando con cartas de agradecimiento por parte de la Institución Educativa (beneficiada con alimentos no perecederos).
La banda realizó otro festival de la misma índole en agosto de 2005, recital que sería el último de su cantante ya que este abandonaría la banda después de finalizado el recital.
No Funk siguió adelante pese a la pérdida presentándose en dos ocasiones más, pero los tres integrantes deciden hacer un stop en 2006 y dedicarse a otros proyectos.
Yamil había formado una banda tributo a Ramones llamada Don Ramone, Alejandro y Julio forman la banda Extraviados mientras Nicolás participó en proyectos como A Destiempo y Estorbo Social.

## 2008 - 2010: Reunión y primer disco

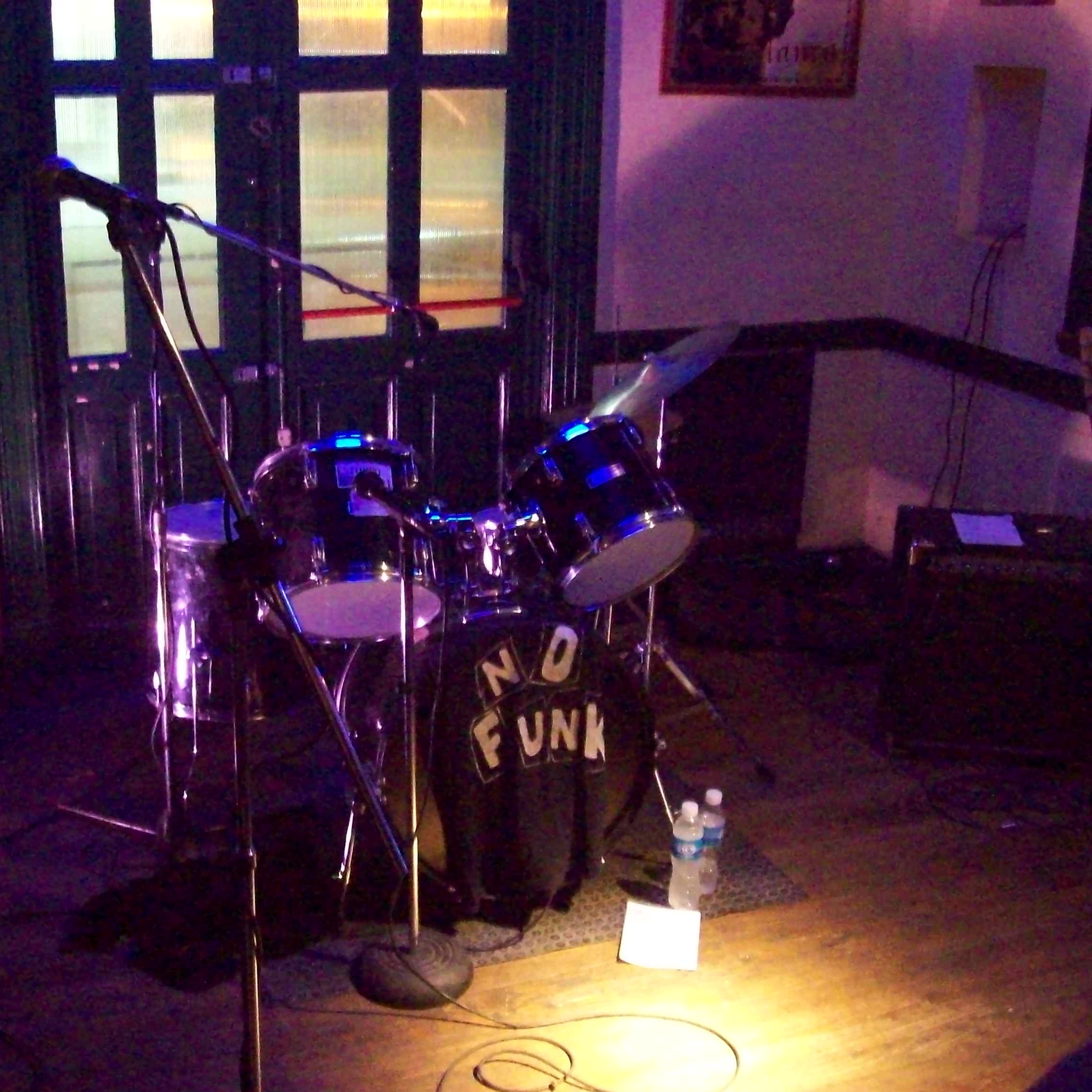
Portada del album

La banda se reúne en 2008 con los cuatro integrantes con proyectos de presentaciones en vivo y la grabación del que sería su primer disco de estudio.
Después de varios conciertos, a finales de 2008, Yamil decide dejar la agrupación y esta se ve enredada en una situación difícil.
El resto de la banda toma un nuevo rumbo: Julio abandona la batería y Nicolás deja de ser el cantante para ocuparse del Bajo, Leonardo, hermano de Alejandro y compañero de proyectos anteriores se une como baterista y Julio asume el puesto de voz principal.
A finales de 2009 comienzan a grabar su primer album de estudio que sería finalizado y lanzado a principios de 2010, el disco lleva como título el nombre de la banda, siguiendo una vieja tradición de discos homónimos.

## 2012-presente
El grupo se divide en partes y los miembros se enfocan en proyectos personales. Alejandro y Leonardo forman un nuevo grupo: Mokeadores.
En el 2021 se lanza el canal oficial de Youtube de la banda.
En 2022 la banda comienza a trabajar en nuevas canciones. En 2024 se hicieron una serie de recitales y eventos celebrando los 20 años de la banda.

## Miembros
- Julio Aguado - Vocalista
- Alejandro Pérez - Guitarra, voces
- Nicolás Muñiz - Bajo, voces
- Leonardo Pérez - Batería, voces

## Discografía

### Álbumes
- No Funk (2010)